# Regione Nordest del Brasile
Il Nordeste (in portoghese Nordeste) è una delle 5 regioni che formano il primo livello di suddivisione del Brasile.

## Geografia fisica
Terza regione per dimensioni, è la seconda per popolazione. Confina con le regioni del Nord, del Centro-Ovest e del Sudest.
A partire dal 2017, la geografia della regione subirà un importante cambiamento, dal momento che sarà distribuita l'acqua proveniente dall'ambizioso e discusso progetto di trasposizione del fiume São Francisco e alcuni fiumi della regione diventeranno permanenti.

## Suddivisione

### Stati federati
- Alagoas (Maceió)
- Bahia (Salvador)
- Ceará (Fortaleza)
- Maranhão (São Luís)
- Paraíba (João Pessoa)
- Pernambuco (Recife)
- Piauí (Teresina)
- Rio Grande do Norte (Natal)
- Sergipe (Aracaju)

### Città principali
- Salvador (2.892.625)
- Fortaleza (2.431.415)
- Recife (1.533.580)
- São Luís (1.021.385)
- Maceió (922.458)
- Teresina (893.246)
- Natal (778.000)
- João Pessoa (674.971)
- Aracaju (499.000)